# Palm-wine
La música palm-wine (vino de palma en inglés) también conocida como maringa en Sierra Leona es un género musical de África Occidental. Se desarrolló entre los pueblos Kru de Sierra Leona y Liberia, usando guitarras portuguesas traídas por marineros, combinadas con músicas locales y  con ritmos de calypso de Trinidad y Tobago. La música palm wine debe su nombre a una bebida, el vino de palma, hecha de la savia naturalmente fermentada, que se bebía comúnmente en dichas zonas y al ser una música característicamente tocada en las tabernas se le adjudicó el apelativo.
Gran parte de su desarrollo sucede como parte de la música de Nigeria. El palm wine fue popularizado por  Ebenezer Calendar & His Maringar Band, que grabó muchas canciones populares en los años 50 y principios de los 60. El palm-wine influyó sobre muchos estilos, sobre todo el soukous y el highlife. Aunque todavía se mantiene, el género no mantiene el renombre que obtuvo antaño. Otros músicos famosos de este estilo son S. E. Rogie, Daniel Amponsah, Abdul Tee-Jay y Super Combo. Maringá Tem www.maringatem.com